# Новий Світ (Донецький район)
Нови́й Світ — селище в Україні, в Макіївській міській територіальній громаді Донецького району Донецької області. Населення становить 187 осіб. Біля селища проходить залізниця, зуп. пункт 1100 км. Відстань до Макіївки становить близько 22 км.

## Географія
Селищем тече Балка Ясинова.

## Населення

### Мова
Розподіл населення за рідною мовою за даними перепису 2001 року:
| Мова       | Кількість | Відсоток |
| ---------- | --------- | -------- |
| українська | 143       | 76.47%   |
| російська  | 44        | 23.53%   |
| Усього     | 177       | 100%     |

За даними перепису 2001 року населення селища становило 187 осіб, із них 76,47 % зазначили рідною мову українську та 23,53 % — російську.